# Frögölen (Madesjö socken, Småland)
Frögölen är en sjö i Nybro kommun i Småland och ingår i Hagbyåns huvudavrinningsområde.